# Ernst Schwerdtfeger (Beamter)
Ernst Heinrich Fritz Karl Schwerdtfeger (geboren 27. September 1910 in Hannover; gestorben nach 1940) war ein deutscher Beamter und Stadtinspektor von Hannover. Als Antisemit machte er vor allem durch seine besonders harte Drangsalierung jüdischer Einwohner auf sich aufmerksam.

## Leben
Ernst Schwerdtfeger trat 1931 in den städtischen Dienst Hannovers ein. Noch zur Zeit der Weimarer Republik wurde er 1932 Mitglied der NSDAP sowie der paramilitärischen SA. Zur Zeit des Nationalsozialismus wurde er wenige Monate vor den Novemberpogromen im April 1938 zum Stadtinspektor ernannt. Im Kriegsjahr 1939 wurde Schwerdtfeger Leiter der „Mobilmachungs-Abteilung“ der Stadt Hannover.

## Schriften (Auswahl)
- Berufslaufbahn – Beratung im Kriege, in: Anregungen/Anleitunge, Nr. 9/1940, Sonderdruck aus dem Mitteilungsblatt des Amtes für Berufserziehung und Betriebsführung der DAF[3]